# Tyršova rozhledna
Tyršova rozhledna se nachází na vrcholu kopce Rozálka (dříve též Wachtberg nebo Kapelský vrch) v Žamberku v Pardubickém kraji. Leží v nadmořské výšce 468 m, má výšku 20 m. Byla postavena v roce 1932 podle projektu dr. Theodora Petříka určeného pro rozhlednu Hýlačka u Tábora (výška 18 m), která připomíná svým tvarem husitskou hlásku. Na rozdíl od rozhledny Svobody má Rozálka navíc sadu oken umístěnou těsně pod špicí věže. Její kamenné přízemí má tvar protáhlého šestiúhelníku se čtyřmi okny a vchodem. Má dvě vyhlídkové plošiny. Původní šindelové pokrytí bylo v roce 1957 nahrazeno eternitovými deskami. 
Rozhledna, které se stejně jako kopci říká všeobecně Rozálka, byla v roce 2004 opravena a je přístupná sezonně. Interiér byl doplněn o dřevěný strop ve vstupním prostoru, byla přivedena elektřina, zpevněno hlavní schodiště a vyměněna okna. Ve vyhlídkovém patře byla umístěna kovová rozhledová růžice realizovaná podle grafického návrhu RNDr. Jana Vítka. Z hlavního ochozu lze spatřit Orlické hory, Králický Sněžník, Bukovou horu, Suchý vrch, vrch Czarna Góra v Polsku, za příznivých povětrnostních podmínek hřebeny Krkonoš a Sněžku.